# Migrationsminister
Migrationsminister är den minister i ett lands regering som ansvarar för migrations- och asylpolitik. I Sverige sorterar migrationsministern under Justitiedepartementet. Nuvarande migrationsminister är Johan Forssell sedan 10 september 2024.
I Finland sorterar Europa- och migrationsministern under Inrikesministeriet. I Danmark benämns motsvarande ämbete ministeren for flygtninge, indvandrere og integration. I många länder ansvarar inrikesministern för migrationsfrågor. Inom ramen för Europeiska unionens råd möts justitie-, migrations- och inrikesministrar i formationen rådet för rättsliga och inrikes frågor.